# Tianbaqiao
Tianbaqiao (kinesiska: 田坝桥, 田坝桥镇) är en köping i Kina. Den ligger i provinsen Guizhou, i den sydvästra delen av landet, omkring 150 kilometer nordväst om provinshuvudstaden Guiyang. Antalet invånare är 14469. Befolkningen består av 7 111 kvinnor och 7 358 män. Barn under 15 år utgör 33 %, vuxna 15-64 år 57 %, och äldre över 65 år 8,0 %.